# معركة أولاند

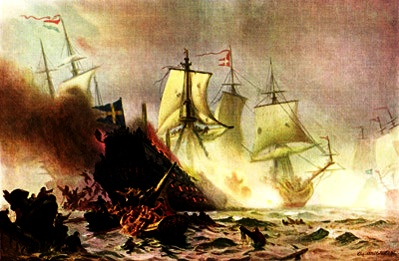
معركة أولاند

معركة أولاند هي معركة بحرية اندلعت بين أسطول التحالف الدنماركي–الهولندي والبحرية السويدية في بحر البلطيق، قبالة الساحل الشرقي لجزيرة أولاند في الأول من يونيو عام 1676. كانت المعركة جزءًا من الحرب السكونية (1675–1678) التي اندلعت بهدف السيطرة على جنوب البلطيق. كانت السويد في حاجة ماسة إلى التعزيزات للحفاظ على ممتلكاتها شمال ألمانيا، بينما سعت الدنمارك إلى نقل جيشها نحو سكونيا جنوب السويد وفتح جبهة على التراب السويدي.
بمجرد اندلاع المعركة، غرقت سفينة الأميرال السويدية كرونان وأغرقت معها كامل الطاقم، من بينهم لورينتز كروتز قائد البحرية السويدية واللورد أميرال. استغلت قوات الحلفاء، تحت قيادة الأميرال الهولندي كورنيلس ترومب، الاضطراب الناشئ في الجانب السويدي. بعد تعيين الأميرال كلوس أوغلا قائدًا بالوكالة عقب وفاة كروتز المفاجئة، حوصر أوغلا وتحطمت سفينته سفاردت إثر معركة مدفعية، ثم اشتعلت فيها النيران على يد سفينة نارية. غرق الأميرال أوغلا أثناء محاولته الهرب من السفينة المحترقة، وتزامنًا مع فقدان ثاني قائدٍ أعلى للقوات البحرية، فرّ باقي الأسطول السويدي بعد أن دبّت الفوضى في صفوفه.
أدت المعركة إلى تفوّق البحرية الدنماركية التي حافظت على ثباتها خلال الحرب. استطاع الملك الدنماركي كريستيان الخامس نقل جنوده نحو الجانب السويدي من المضيق، وفي 29 يونيو، رست قوة مؤلفة من 14 ألف و500 جندي على شاطئ قرية رو Råå الواقعة جنوب مدينة هلسينغبورغ في أقصى جنوب السويد. أصبحت سكونيا ساحة المعركة الرئيسة خلال الحرب التي توجت بمعارك لوند وهالمستاد ولاندسكرونا الدموية. مُنحت القوات البحرية الدنماركية والهولندية الحرية الكاملة لإبادة وتدمير أولاند والساحل الشرقي السويدي بالكامل وصولًا إلى ستوكهولم. دفع هذا الفشل السويدي في أولاند الملك كارل الحادي عشر إلى تكليف بعثة بهدف استقصاء أسباب الفشل، وفي نهاية المطاف، لم توجه البعثة اتهامات لأي طرف.

## خلفية
في ستينيات القرن السابع عشر، بلغت السويد أقصى قوتها، فكانت إحدى قوى أوروبا العظمى. قبل تلك الفترة، هزمت السويد الدنمارك، والأخيرة إحدى منافسيها الرئيسيين في السيطرة على بحر البلطيق، خلال حرب تورستنسون (1643–1645) والحرب الدنماركية السويدية (1657–1658). إثر معاهدتي برومسيبرو (1645) وروسكيلدا (1658)، اضطرت الدنمارك إلى التنازل عن جزيرتي غوتلاند وأوسيل (ساريما حاليًا)، وجميع الأراضي الواقعة شرق شبه الجزيرة الإسكندنافية، وأجزاء من النرويج. في حرب ثالثة اندلعت بين عامي 1658 و1660، حاول الملك كارل العاشر الإجهاز على الدنمارك مرة واحدة وإلى الأبد. كان الطموح الجريء للملك السويدي أحد أسباب تلك الخطوة، لكن السبب الرئيس هو تحوّل المجتمع السويدي إلى مجتمع متسلّح بشكل كبير ومستعد لخوض عمليات حربية دائمة، فكان اقتصاد السويد حينها يندرج تحت نموذج دولة التمويل العسكري. وفقًا لذلك، كان حلّ القوات السويدية يتطلب تسوية الأجور غير المدفوعة، لذا برز حافز ضمني يدفع إلى إبقاء العداوات قائمة وترك الجنود يدبرون أمور معيشتهم عبر سلب ونهب أراضي العدو. في نهاية المطاف، فشل الهجوم الجديد جراء تدخل القوى البحرية العظمى لإنجلترا والجمهورية الهولندية. فشلت مساعي كارل الهادفة إلى إخضاع الدنمارك، واستعادت الأخيرة جزيرة برونهولم ومقاطعة تروندلاغ إثر توقيع معاهدة كوبنهاغن عام 1660، بينما سُمح للسويد بالاحتفاظ بباقي الأراضي التي كسبتها في المعارك الأخيرة.
توفي كارل العاشر في فبراير عام 1660، وخلفه مجلس الوصاية على العرش –تحت زعامة الملكة الأم هيدفيغ إلينورا– الذي حكم باسم كارل الحادي عشر الذي كان في الرابعة من عمره عقب وفاة أبيه. في تلك الفترة، أوشكت السويد على تحقيق هيمنة كاملة على التجارة في البلطيق، لكن الحرب أبرزت الحاجة إلى اتخاذ إجراءات ضد التحالفات المعادية للسويد، والتي كانت الدنمارك إحدى أطرافها، تحديدًا التحالف مع فرنسا، أقوى دولة في أوروبا خلال تلك الفترة. حققت السويد بعض النجاح في سياستها الخارجية المضادة لفرنسا، من خلال التحالف الثلاثي الناشئ عام 1668 بين انجلترا والسويد والجمهورية الهولندية.
هدفت السياسة السويدية إلى تجنب الحرب وتعزيز مكاسبها، لكن السياسة الدنماركية عقب عام 1660 سعت إلى اغتنام الفرصة من أجل استعادة ما خسرته سابقًا. تحت زعامة فريدريك الثالث ملك الدنمارك والنرويج من آل أولدنبورغ، هدفت السياسة الخارجية إلى عزل السويد وترسيخ وضع ملائم للدنمارك يسمح لها بكسب المعارك المستقبلية. حاولت الدنمارك إيجاد مكانٍ لها في التحالفات التي نشأت بين القوى العظمى في أوروبا خلال القرن السابع عشر. تنافست فرنسا البوربونية والإمبراطورية الرومانية المقدسة تحت زعامة آل هابسبورغ على الهيمنة الأوروبية، بينما خاضت جمهورية هولندا وانجلترا حروبًا عديدة بهدف تحقيق الهيمنة البحرية. في الآن ذاته، سعت الدنمارك إلى تخليص نفسها من معاهدات الضرائب والرسوم المرتفعة التي اضطرت إلى دفعها للتجار الهولنديين بعدما ساعدتها هولندا في حروبها ضد السويد. حاولت الدنمارك التحالف مع إنجلترا وفرنسا، لكنها لم توفق في ذلك. في الحرب الإنجليزية الهولندية الثانية (1665–66)، اضطرت الدنمارك إلى مساندة هولندا في معركة فوغن، ما أفسد علاقات الدنمارك مع إنجلترا. في عام 1670، تحالفت فرنسا مع إنجلترا ضد الجمهورية الهولندية. تحسنت علاقات السويد مع فرنسا إلى حد كبير، وفي عام 1672، انضمت السويد إلى التحالف الأنجلو–فرنسي، ما دفع بالدنمارك إلى المعسكر الهولندي.
في عام 1672، شنّ الملك الفرنسي لويس الرابع عشر هجومًا على الجمهورية الهولندية، فأشعل فتيل الحرب الفرنسية الهولندية. عارضت الإمبراطورية الرومانية المقدسة، تحت قيادة ليوبولد الأول، هذا الهجوم. في عام 1674، انضمت السويد، بعدما رضخت للضغوطات، إلى الحرب عبر الهجوم على الألمان في الشمال، حلفاء الجمهورية الهولندية. وعدت فرنسا السويد بدفع إعانات الحرب، والتي كانت الأخيرة بحاجة ماسة لها، بشرط أن تحرّك السويد جيوشها نحو براندنبورغ. تقدّم جيش سويدي مؤلف من 22 ألف جندي، تحت قيادة كارل غوستاف رانجل، نحو براندنبورغ في ديسمبر عام 1674، وتعرضت لهزيمة تكتيكية صغيرة في معركة فيربيلين الواقعة في يونيو عام 1675. على الرغم من أن تلك الخسارة لم تحمل أهمية عسكرية، لكنها لطخت سمعة الجيش السويدي الذي لا يُقهر، وهي السمعة التي تمتعت بها السويد منذ حرب الثلاثين عامًا، ما أدى إلى تشجيع أعداء السويد على شن حربٍ ضدها. بحلول سبتمبر عام 1675، اتحدت الدنمارك والجمهورية الهولندية والإمبراطورية الرومانية المقدسة وإسبانيا لشنّ حربٍ على السويد وحليفتها فرنسا.

### الحرب السكونية
تزامنًا مع إعلان الحرب على السويد في 2 سبتمبر عام 1675، انتهزت الدنمارك الفرصة لاستعادة المقاطعات الشرقية التي خسرتها مؤخرًا. أصبح جنوب البلطيق مسرحًا استراتيجيًا مهمًا بنظر كلٍ من الدنمارك والسويد. احتاجت الدنمارك الخطوط البحرية لغزو سكونيا، بينما احتاجت السويد إلى دعم وتقوية بوميرانيا السويدية الواقعة على ساحل البلطيق، وتحقيق كل من الهدفين يتطلب السيطرة على الخطوط التجارية في بحر البلطيق. تزامنًا مع اندلاع الحرب بين الدنمارك والسويد، أصبح الوجود البحري العسكري القوي ضرورةً للسويد كل تتمكن من تأمين مصالحها في الداخل وفي ما وراء البحار.
في أكتوبر عام 1675، دخل الأسطول السويدي بقيادة غوستاف أوتو ستينبوك في البحر، لكنه لم يبحر أبعد من جزيرة ستورا كارلسو قبالة غوتلاند، ثم اضطر إلى العودة نحو ستوكهولم بعد أقل من أسبوعين من انطلاقه، والسبب هو الطقس البارد والعاصف والأمطار وخسارة معدات حيوية. اضطر ستينبوك إلى دفع نفقات الحملة من أمواله الشخصية بعدما حمّله الملك كارل الحادي عشر مسؤولية فشل الحملة. خلال فصل الشتاء بين عامي 1675 و1676، وُضع الأسطول السويدي تحت قيادة لورنتز كروتز، فحاول الأخير الإبحار منذ شهر يناير وحتى فبراير من عام 1676، لكنه علق وأصبح محاطًا بالجليد جراء الطقس البارد غير المسبوق.